# Ivor Malherbe
 (décembre 2021).
Pour les articles homonymes, voir Malherbe.
 (mai 2022).
Il peut être nécessaire de l'améliorer pour respecter le principe de neutralité de point de vue. Veuillez consulter la page de discussion pour plus de détails.

Ivor Malherbe, né le 5 octobre 1962 à Yverdon-les-Bains, est un contrebassiste de jazz et animateur de radio suisse.

## Biographie
Ivor Malherbe commence par le piano : il étudie pendant neuf ans à l'Institut de Ribaupierre à Lausanne.
En 1978, il laisse le piano, le classique et Mendelssohn qu'il apprécie particulièrement, pour le jazz et la contrebasse. Il est notamment influencé par Eddie Calhoun, Niels-Henning Ørsted Pedersen, Eddie Gomez, Ron Carter, Paul Chambers et Ray Brown.
Ivor Malherbe est actif dans de nombreux projets en Suisse et à l'étranger, il a joué notamment avec le Thierry Lang Trio, le Big Band de Lausanne, le Moncef Genoud Trio, et collabore avec des musiciens de renommée mondiale : Toots Thielemans, Art Farmer, Bob Berg, John Stubblefield, Marvin Stamm, Woody Shaw, Pascal Auberson, François Lindemann, Pierre Drevet, Raymond Court et Maurice Magnoni.
Il est membre de la Compagnie Eustache depuis ses débuts. Il participe régulièrement aux projets du Grand Eustache[Quoi ?].
Ivor Malherbe enseigne la contrebasse et donne des ateliers d'improvisation. Il a animé des ateliers professionnels et non-professionnels à l'École de jazz et de musique actuelle (EJMA) de Lausanne de 1987 à 2006. 
Il est aussi homme de radio, il a participé à la programmation et à l'animation de l'émission "JazzZ" sur la radio Espace 2 de 1990 à 2016, pour le producteur Yvan Ischer ; il propose actuellement des chroniques dans l'émission d'actualité musicale "l'Echo des pavanes" - sur RTS Espace 2 aussi - produite par Benoît Perrier ; il anime et programme "la voix du standard" sur Espace 2 toujours, des grandes voix et des "standards" de jazz.
Ivor Malherbe poursuit les collaborations et projets musicaux, notamment avec Moncef Genoud en duo, trio ou quartet, avec Ernie Odoom et Andy Baron ; avec François Lindemann pour le projet "Nu-Bass" à deux contrebasses.

## Sources
- « Ivor Malherbe », sur la base de données des personnalités vaudoises sur la plateforme « Patrinum » de la Bibliothèque cantonale et universitaire de Lausanne.